# 乘广禅师塔和甄叔禅师塔
27°50′02″N 113°53′06″E / 27.83389°N 113.88500°E
乘广禅师塔和甄叔禅师塔位于中国江西省萍乡市上栗县杨岐山普通寺内，2013年被列为全国重点文物保护单位。
杨岐山是佛教禅宗五家七宗之杨岐宗祖庭，始建于唐开元年间（713年），祖师乘广禅师开山立广利禅寺。北宋庆历初年（1041年）方会禅师在此创杨岐宗，并改称普通寺。乘广禅师塔是由花岗岩垒成的八角形古塔，高2.35米；甄叔禅师塔形似方亭，高1.78米。《乘广禅师塔铭》刘禹锡撰，唐元和二年建，碑高2.8米，宽0.9米，1350字；《甄叔禅师塔铭》，唐大和元年（832年）建，沙门至闲撰文，僧元幽书写，碑高2.8米，宽0.9米，527字。